# Jakov Isaakovič Urinov
Jakov Isaakovič Urinov (28 maggio 1898 – 13 agosto 1976) è stato un regista cinematografico e attore sovietico.

## Filmografia (parziale)

### Regista
- Stepnye pesni (1934)
- Intrigan (1935)

### Attore
- Belyj orël (Белый орёл), regia di Jakov Protazanov (1928)